# Reinhard M. Fritsch
Reinhard Michael Fritsch, född 24 september 1944 i Bad Flinsberg, Tyskland (nu Świeradów-Zdrój, Polen) är en tysk botaniker. Han har främst studerat löksläktet (Allium).
Auktorsnamnet R.M.Fritsch kan användas för Reinhard M. Fritsch i samband med ett vetenskapligt namn inom botaniken; se Wikipediaartiklar som länkar till auktorsnamnet.